# We Are the Winners
We Are the Winners è un singolo del supergruppo lituano LT United, pubblicato il 7 giugno 2006.
Il brano ha vinto Nacionalinis finalas 2006, guadagnando il diritto di rappresentare la Lituania all'Eurovision Song Contest 2006 ad Atene. Qui gli LT United si sono piazzati al 6º posto su 24 partecipanti con 162 punti totalizzati, regalando al loro paese il suo miglior piazzamento di sempre al festival.

## Tracce
Testi di Andrius Mamontovas e Saulius "Samas" Urbonavičius, musiche di Andrius Mamontovas e Victor "Vee" Diawara.
CD singolo (Lituania)
1. We Are the Winners (versione originale)
2. We Are the Winners (World Cup 2006 Anthem)
3. We Are the Winners (Another Cool Dance Remix)
4. We Are the Winners (Winners Remix)
5. We Are the Winners (video live)

CD singolo (Finlandia)
1. We Are the Winners (versione originale) – 2:29
2. We Are the Winners (World Cup 2006 Anthem) – 2:42
3. We Are the Winners (video live) – 2:35

Download digitale
1. We Are the Winners (versione originale)
2. We Are the Winners (World Cup 2006 Anthem)
3. We Are the Winners (Another Cool Dance Remix)
4. We Are the Winners (Remix)

## Classifiche
| Classifica (2006) | Posizione massima |
| ----------------- | ----------------- |
| Finlandia         | 14                |